# Société festive et carnavalesque

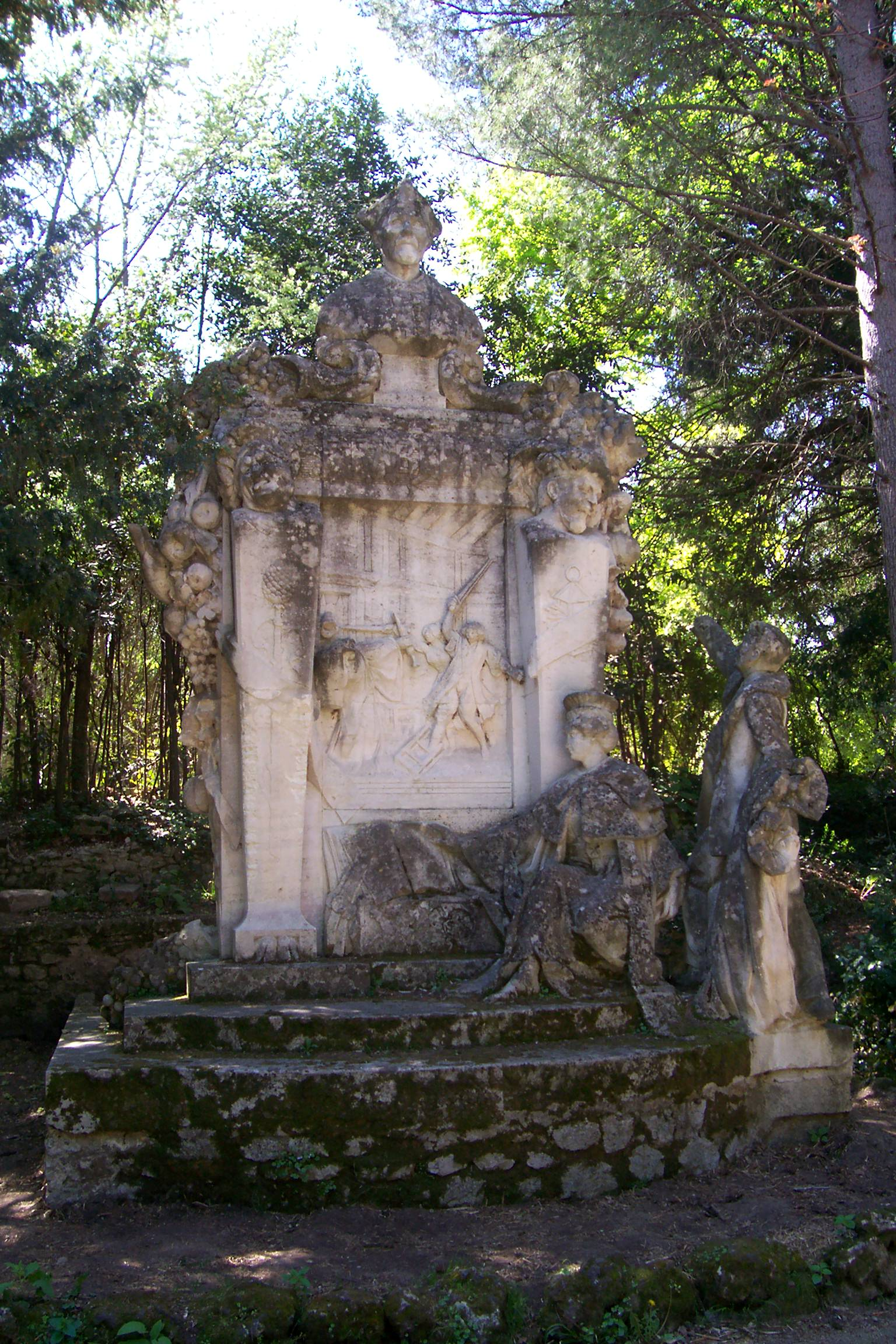
Depuis 1921 un faluchard statufié la Faluche à la main salue le buste de François Rabelais dans le Jardin des plantes de Montpellier.

Les sociétés festives et/ou carnavalesques sont des associations de personnes réunies par l'amour de l'amusement et du divertissement.
Elles assurent la pérennisation des fêtes populaires et du Carnaval.
Il en existe depuis des siècles et certaines encore présentes ont plus de 150 ans d'âge, par exemple à Cologne ou à La Nouvelle-Orléans.
Il existait aussi des sociétés festives d'enfants sur lesquelles des informations ont disparu.

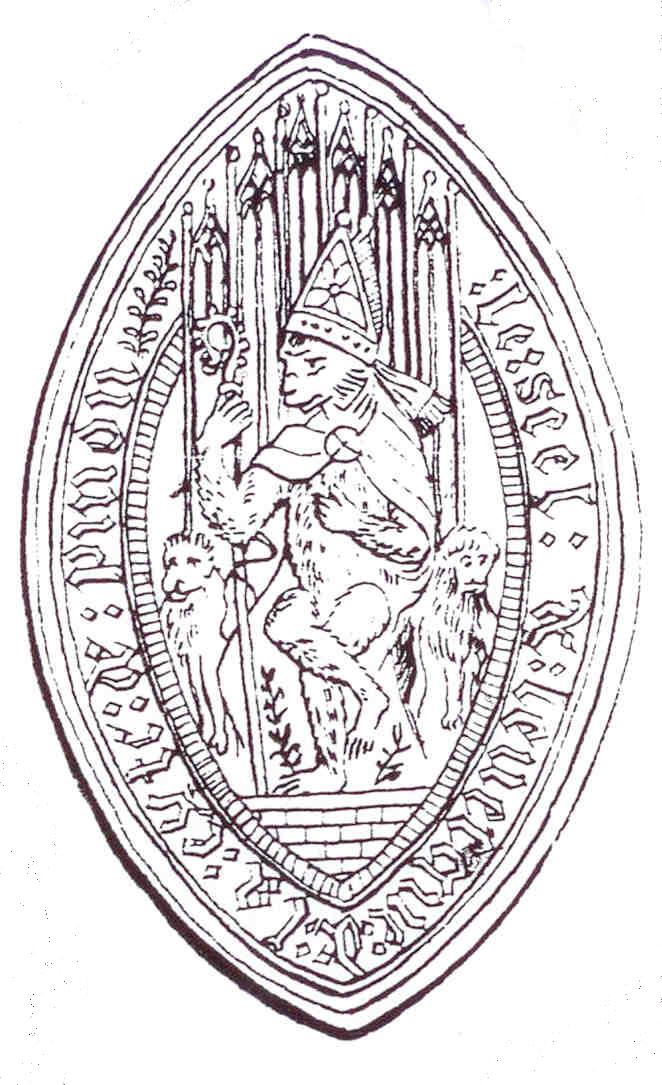
Le scel de levecque de la cyte de pinon, sceau d'une société festive du XVe siècle.

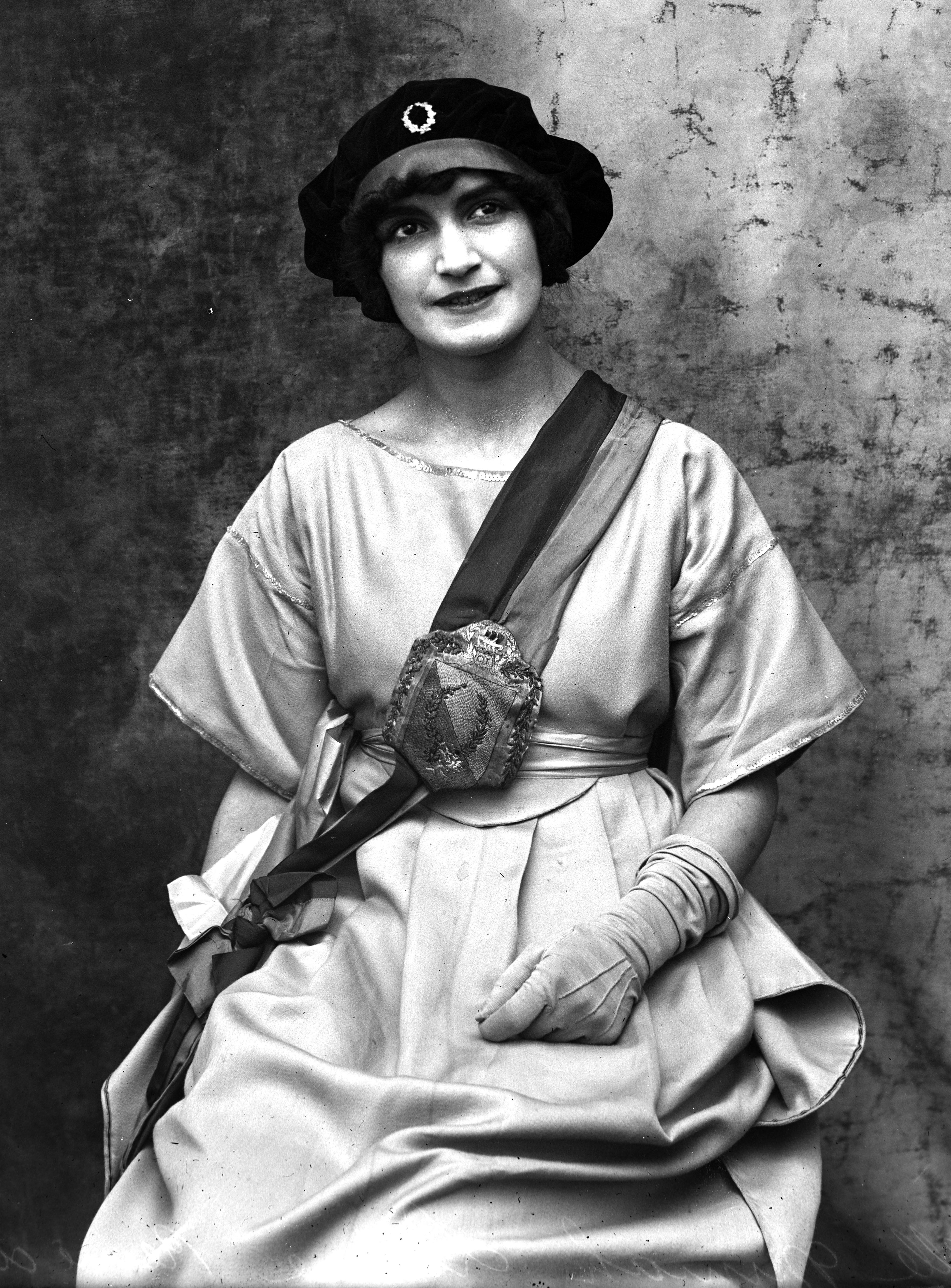
Miniah Lutèce Reine des étudiants de Paris 1921 avec sa faluche.

## Comment naissent les sociétés festives et carnavalesques

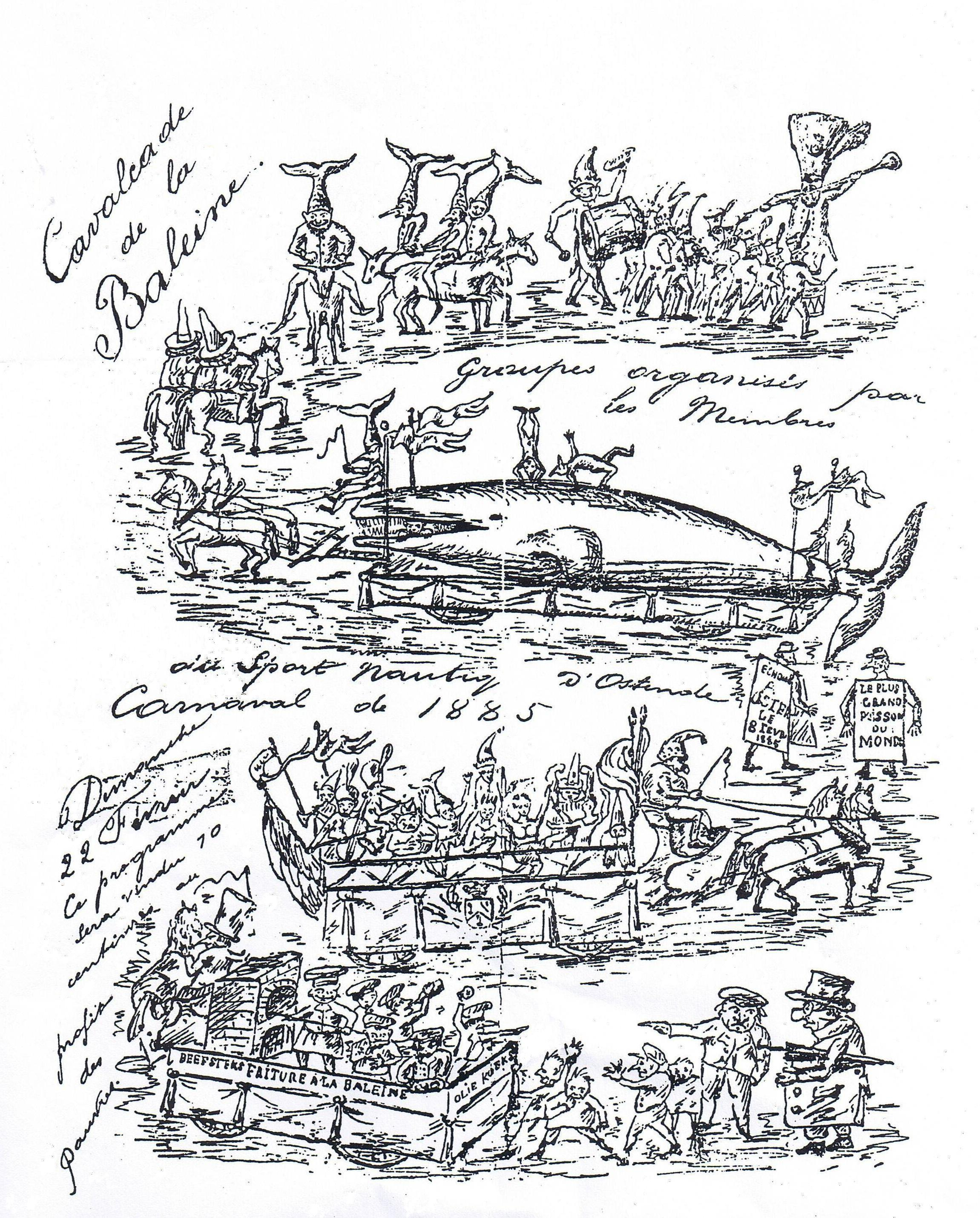
Exemple d'organisation carnavalesque : la Cavalcade de la Baleine au Carnaval d'Ostende 1885, groupes organisés par les membres du Sport Nautique d'Ostende, fanfare et tambour-major en tête comme au Carnaval de Dunkerque.

La genèse de dix d'entre elles à Paris est rapportée par un ouvrage anonyme édité en 1842 :
« Le plaisir se double en se partageant.
Après avoir mûrement réfléchi sur ce dicton fort connu, quelques-uns des coureurs de bals masqués se sont écriés un beau matin :
— Parbleu, nous sommes bien bêtes ! Au lieu de nous livrer au plaisir chacun pour notre compte, réunissons-nous ; et, si nous sommes trois, nous rirons pour six ; si nous sommes cinquante, nous nous amuserons pour cent.
Le calcul parut juste : la première société fut formée. — il y en eut bientôt dix.
Chacune prit un nom étrange et significatif : — les badouillards, les flambards, les braillards, les balochards , etc.
Mais, il faut justifier son nom, que diable !
Et pour cela, que font-ils ? — Parbleu, c'est tout simple : — les badouillards badouillent ; les flambards flambent, — avec ce cri de guerre : chaud ! chaud ! — les braillards braillent ; les balochards balochent.
Vous ne comprenez pas, dites-vous ? — Eh bien, cela veut dire, en, bon français, qu'ils font les folies les plus extravagantes, se permettent de nombreuses impertinences, se jettent au milieu de tout plaisir, et se retirent en se disant :
— Nous sommes grands, parce que nous sommes forts.
Faux ! archi-faux ! J'aimerais mieux :
— Nous sommes forts, parce que nous sommes grands. »

## Origines des sociétés festives et carnavalesques
La naissance d'une société festive peut être liée à un évènement festif. Il arrive aussi qu'elle soit le fruit d'une influence qui peut être lointaine.
La Compagnie de la mère folle fondée avant 1454 à Dijon parait avoir hérité de la Compagnie des Fous fondée à Clèves en 1381. Le Régiment de la Calotte, créé à Paris en 1702 aurait pour origine la République de Babin ou République Babinienne fondée au milieu du XVIe siècle en Pologne. À l'École nationale supérieure des arts décoratifs à Paris, grâce à celles qui les ont précédées, à chaque promotion naît une nouvelle fanfare. En 2006 la Compagnie Carnavalesque des Sacrés Zèbres à Paris a été parrainée par la Compagnie Carnavalesque Parisienne des Fumantes de Pantruche, créée en 1998. Les sociétés de plusieurs villes différentes peuvent aussi s'associer comme cela fut jadis le cas entre les confréries des Cosnards ou Cornards de Rouen, Cherbourg et Évreux.

## Rôle des sociétés festives et carnavalesques

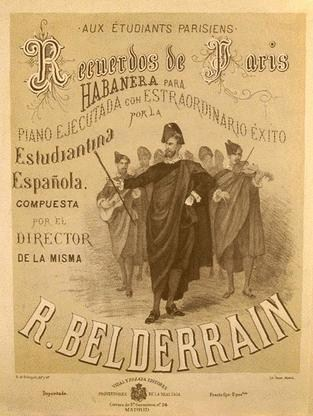
Partition souvenir du triomphe du groupe musical et festif espagnol de lEstudiantina Espagnola au Carnaval de Paris en 1878.

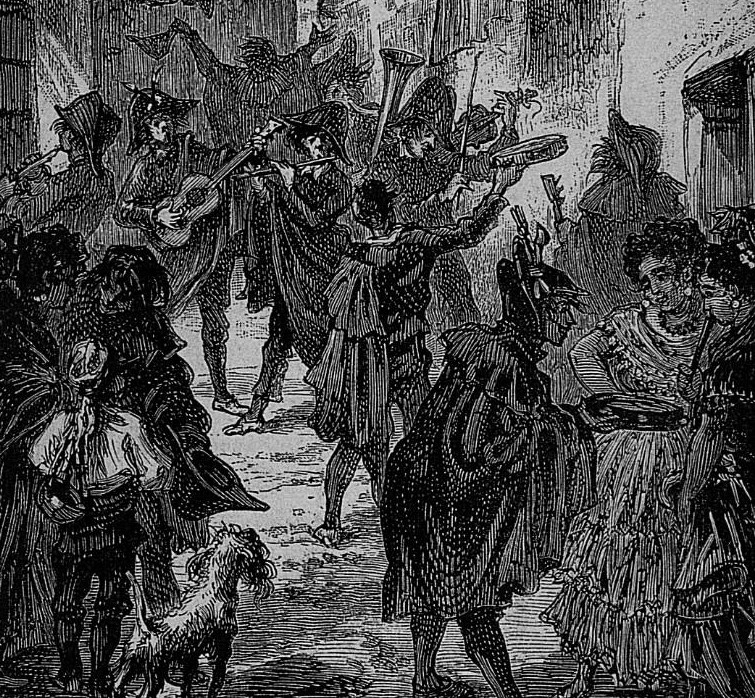
Une Estudiantina espagnole en 1875 : Pierre-Léonce Imbert, L'Espagne, splendeurs et misères, voyage artistique et pittoresque, E. Plon éditeur, Paris 1875.

Partout où existe une grande fête vivante figurent de telles structures.
Discrètes ou déclarées, elles constituent le soubassement indispensable à la liesse populaire.
Parfois les sociétés festives sont partie prenante d'une association ayant une vocation générale différente. Ainsi par exemple, les sociétés philanthropiques et carnavalesques de Dunkerque comprennent un chœur d'hommes et une société d'émulation nautique, tous deux fondés en 1864 (La Jeune France et Le Sporting Dunkerquois).
Le Carnaval et toutes les grandes fêtes vivantes en général se préparent toute l'année.
En 1898 à Turin fut fondée par Efisio Giglio-Tos la Corda Fratres - Fédération internationale des étudiants. Ni politique, ni religieuse, cette association se proposait entre autres de favoriser l'organisation de fêtes entre étudiants. À ce titre ce fut la première organisation internationale fraternelle et festive, la première société festive et carnavalesque universelle. La Corda Fratres compta des milliers d'adhérents sur les cinq continents. Elle se disloqua et disparut victime de faiblesses organisationnelles et de la Grande Guerre et ses suites. Des organisations qui en firent partie existent toujours de façon indépendante ou regroupées à quelques-unes, comme les Cosmopolitan Clubs des universités du Delaware, d'Illinois à Urban Champaign et du Colorado à Boulder.

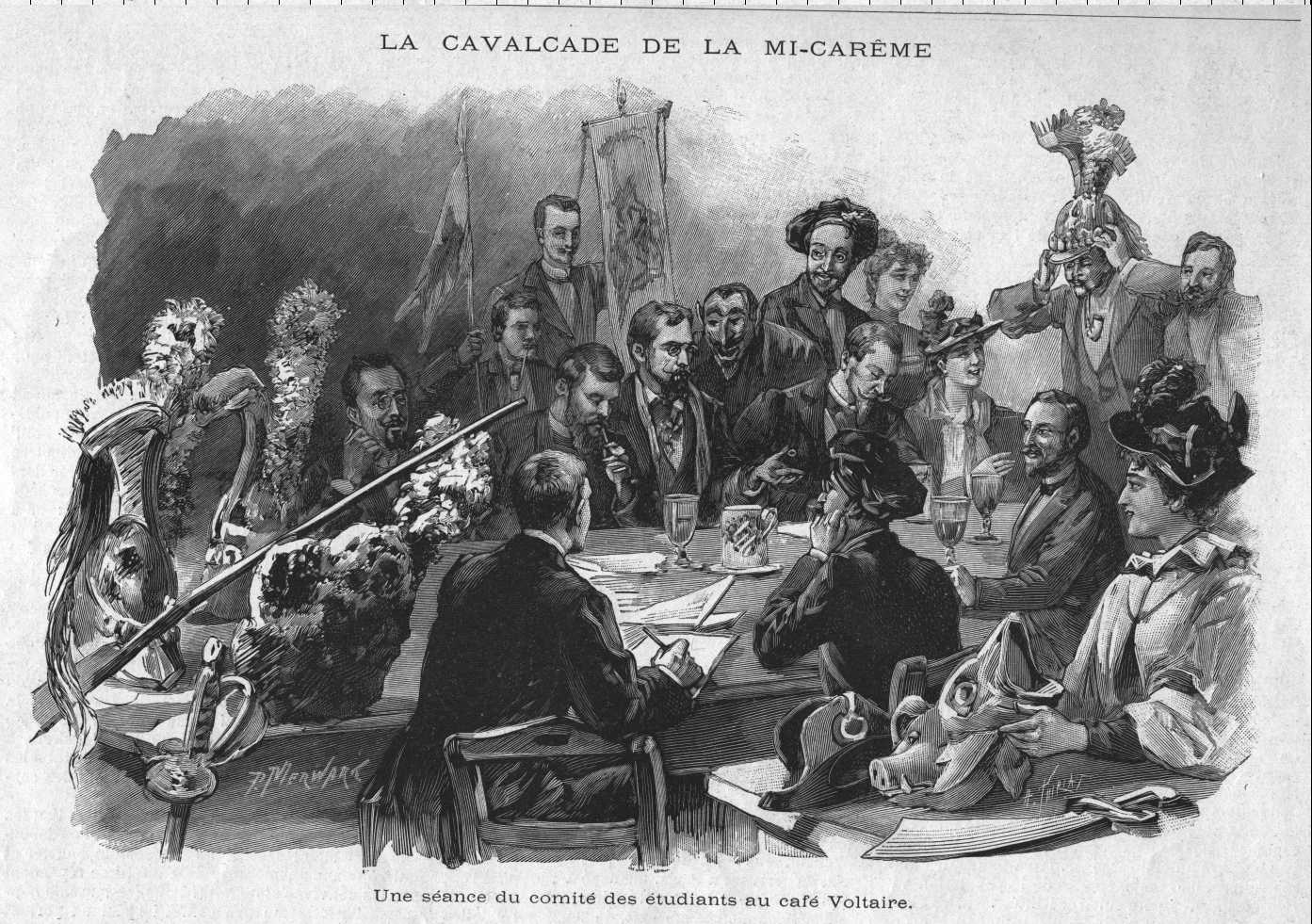
Deux étudiants portent leur Faluche à la réunion du comité des étudiants préparant le cortège de la Mi-Carême au Carnaval de Paris 1894.

Il existe aujourd'hui des associations festives énormes. Ainsi par exemple l'Agrupació de Colles de Geganters de Catalunya (Fédération des Porteurs de Géants de Catalogne) revendiquait en 1997 20 000 adhérents tous bénévoles et de sexe masculin.
À Cologne où le Carnaval rassemble trois millions de personnes dans la rue existent des dizaines de sociétés carnavalesques dont certaines ont plus de 150 années d'existence. Elles adhèrent au Festkomitee des Kölner Karnevals von 1823e.V. (Comité du Carnaval de Cologne).
À Dunkerque et dans les villes alentour existent d'immenses carnavals, dont les trois joyeuses, temps fort du Carnaval de Dunkerque. Des dizaines de sociétés philanthropiques et carnavalesques préparent activement toute l'année les festivités.
Onze d'entre elles regroupées au sein de l'ABCD – Association des Bals de Carnaval Dunkerquois – organisent un bal au kursaal de Dunkerque. Vingt-huit autres se rassemblent au sein de l'association les 28. Cette association s'occupe du bon déroulement des bals et manifestations carnavalesques en établissant notamment le calendrier[réf. souhaitée].
Ces sociétés sont dites « philanthropiques » car les bals masqués qu'elles organisent (ils sont très grands et rassemblent jusqu'à 8 500 personnes) ont une entrée payante. Les sommes recueillies servent à aider des personnes en difficulté.
Ces sociétés restent à l'échelle humaine et volontairement ne comptent jamais plus d'une cinquantaine de membres pour les quatre ou cinq plus importantes. Pour la plupart, elles regroupent une douzaine de membres. Elles se réservent la possibilité d'associer des sympathisants quand une tâche à accomplir nécessite des renforts.[réf. souhaitée]
À Paris où le Carnaval a commencé sa renaissance en 1993 et défile à nouveau depuis 1998 existent deux compagnies carnavalesques : la Compagnie Carnavalesque Parisienne « Les Fumantes de Pantruche » (créée en 1998) et la Compagnie Carnavalesque des Sacrés Zèbres (créée en 2006).[réf. souhaitée]
Les plus anciennes associations festives encore présentes à Paris actuellement sont étudiantes. La Faluche fondée aux fêtes de Bologne de 1888 assure entre autres la continuité de traditions festives[source insuffisante].

## Souvenirs des sociétés festives et carnavalesques disparues
Il arrive que de telles sociétés laissent des archives et publications qui permettent de connaître leur histoire passée. Cependant, de par la nature-même de leurs activités liées à l'éphémère de la fête, les sociétés festives et carnavalesques qui ont existé et disparu ne laissent souvent aucune trace. Ou celles-ci sont minimes. Ainsi, d'une société comme celle des Becs Veilleurs de Craon, ne subsiste qu'une carte-postale où on la voit défiler en 1909.

## Exemples de sociétés festives et carnavalesques du monde
Dans le monde les sociétés festives et carnavalesques existent en très grand nombre.

### Les Gilles de Binche

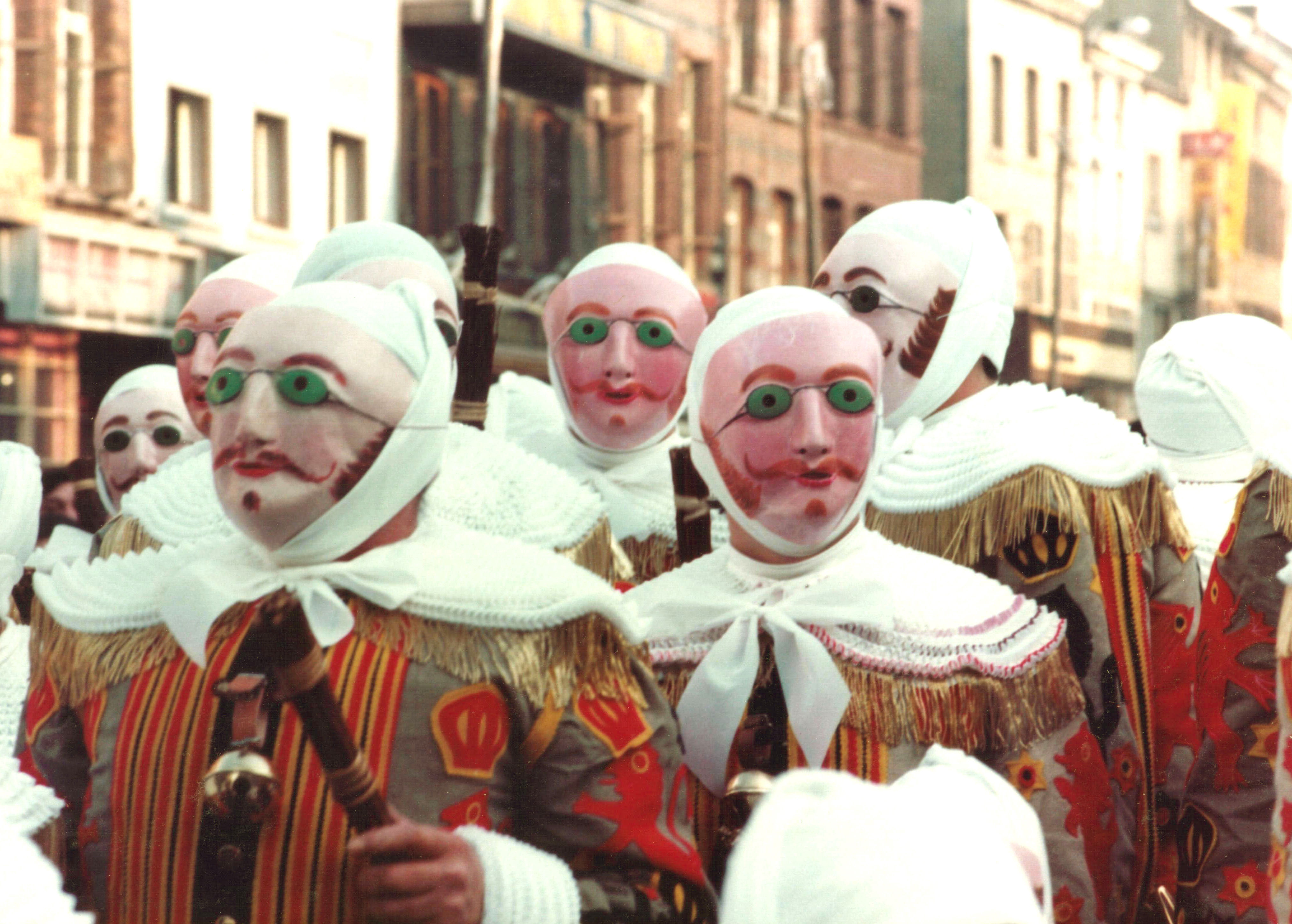
Gilles de Binche.

Au nombre de celles-ci on trouve par exemple les célèbres Gilles de Binche. Ils sont regroupés en sociétés et dansent au son des airs traditionnels du carnaval de Binche, sons qui sont joués par une petite fanfare composée de cuivres, tambours (en général, on compte six tamboureurs par batterie) et une grosse caisse. Contrairement à leurs homologues des villages environnants, les Gilles binchois ne sortent que le Mardi Gras et doivent respecter certaines coutumes (ne pas se déplacer sans l'accompagnement d'au minimum un joueur de tambour, ne pas s'assoir en public, ne jamais être saoul, être obligatoirement Binchois d'origine...). Les autres personnages qui forment les sociétés binchoises dites « de fantaisie », sont l'Arlequin (enfants de l'Athénée royal de la ville), le Paysan (enfants du Collège Notre-Dame de Bon secours), les Pierrots (enfants du « Petit-Collège »). D'autres sociétés de fantaisie ont participé aux cortèges du Mardi-Gras d'antan à Binche et ont disparu (Marins, Princes d'Orient, Mousquetaires, etc).

### Les Tunas ou Estudiantinas

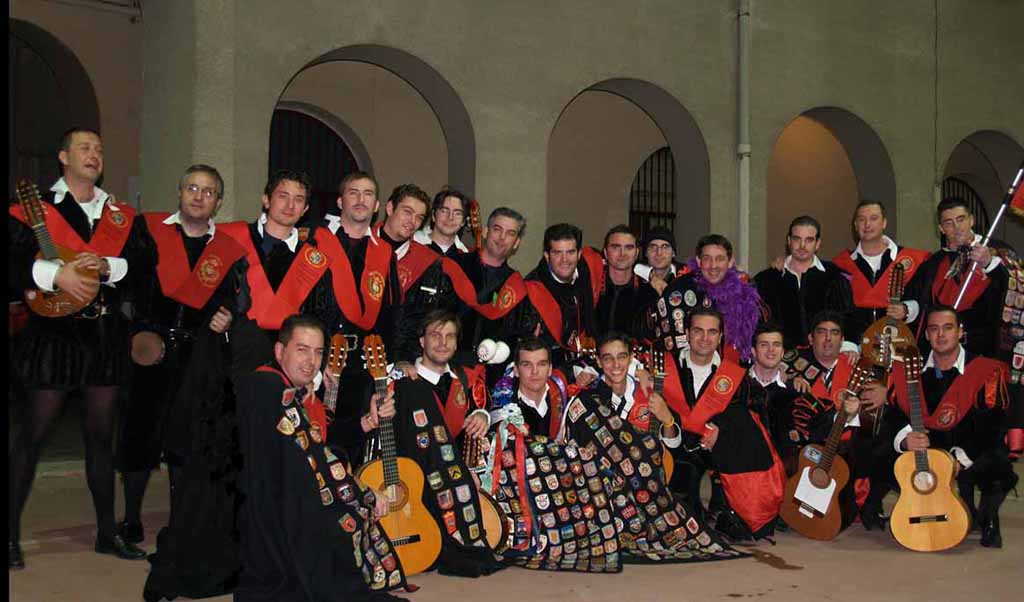
La Tuna de la faculté de droit d'Alicante.

Les Tunas ou Estudiantinas au costume caractéristique, à la joie et aux talents vocaux et musicaux réputés sont célèbres en Espagne, au Portugal et en Amérique latine. Leur origine remonte au début du XIVe siècle. Elles sont présentes en Espagne, au Portugal, aux Pays-Bas, en Amérique latine, ainsi que dans quelques autres endroits comme au Japon ou en France à Pau. Les Tunas ou Estudiantinas sont tout à la fois des sociétés festives et des sociétés musicales. Beaucoup sont formées d'étudiants ou alors d'ex étudiants, ce sont les Quarantunas. Il existe aussi des Tunas ou Estudiantinas qui ne sont composées ni d'étudiants ni d'ex étudiants.
Toutes ces sociétés festives sont le plus souvent masculines, quelquefois mixtes ou féminines. Traditionnellement, elles voyagent beaucoup. En 1878, l'Estudiantina Espagnola, composée de 64 étudiants espagnols, a reçu un accueil triomphal à Paris le jour du Mardi Gras 5 mars. En 1960, Bruxelles fut envahie par les Tunas étudiantes espagnoles à l'occasion du mariage du roi Baudouin de Belgique avec Fabiola de Mora y Aragón qui était espagnole. Sur Internet on trouve beaucoup de sites de Tunas ou Estudiantinas, concours appelés Certamenes et débats. Ces sites, excepté celui de la Tuna de Pau, en français, sont en espagnol ou portugais.
|  |  |  |

### Mystic societies passées et présentes de Mobile (Alabama)
Certaines sociétés festives et carnavalesques de par le monde paraissent de tradition française, comme à Mobile, Les Bons Vivants, Les Femmes Cassettes, les Pierrettes ou la plus ancienne société carnavalesque de la ville : la Bœuf Gras Society fondée en 1711.

## Exemples de sociétés festives et carnavalesques de France
Les sociétés festives et carnavalesques font partie des traditions françaises. On en trouve au cours de l'Histoire dans quantité de villes au nombre desquelles Paris. Elles portent les noms les plus variés : Mère folle, Concert des Enfants de Bacchus, Régiment de la Calotte, Badouillards, Abbayes de jeunesse, Confrérie des Cornards ou Cosnards, Enfants-sans-Souci, goguettes, Fécos et Goudils, Soufflaculs, etc. Beaucoup de sociétés anciennes comme la Dominicale, l'Académie de Drevenich ou la Mère Goguette sont oubliées de nos jours. Certaines associations disparues existaient avant l'arrivée du Carnaval et organisaient la Fête des Fous. D'autres exerçaient leurs activités dans des territoires qui ne devinrent français que plus tard, comme la Compagnie de l'Épinette de Rijsel (Lille) dissoute au XVIe siècle par le pouvoir espagnol. Des associations n'ont laissé aucune trace ou presque. On connaît juste leur nom. C'est le cas par exemple pour beaucoup de goguettes. Une société carnavalesque imaginaire apparait même au théâtre. Dans Les soupers de carnaval, folie mêlée de couplets de Félix-Auguste Duvert, Charles Voirin et Paul de Kock donnée au Théâtre du Palais-Royal durant le Carnaval de Paris 1843, le héros principal, Vermont, voit débarquer au restaurant les Gobichonneau, société festive dont il est membre.

### Goguettes

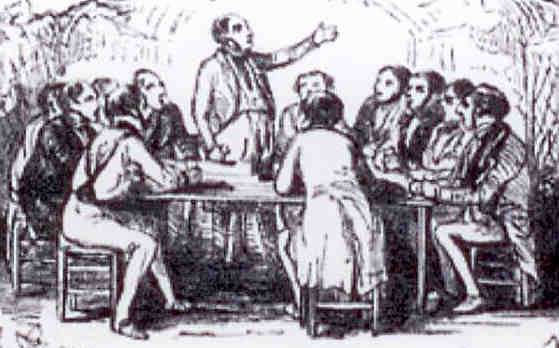
Une goguette sous une treille en 1845.

Au départ, c'est une pratique initiée par la Société du Caveau, qui consiste à se réunir ponctuellement, en groupe de moins de vingt pour passer un bon moment ensemble et chanter des chansons. Ce genre de réunions tend à se développer de façon significative à partir de 1817. Les goguettes sont nombreuses par la suite à se constituer en associations. La vitalité de ces associations est grande et leur durée de vie longue. Elles ne revendiquent pas toujours officiellement le nom de goguette. On les retrouve aussi par exemple appelées sociétés chantantes, sociétés bachiques et chantantes, sociétés chansonnières, sociétés lyriques, etc.
En 1818, il en naît plusieurs centaines à Paris et dans sa banlieue.
Des centaines d'autres naissent en province, notamment à Lille et Roubaix.
Les goguettiers se comptent par dizaines de milliers hommes ou femmes, souvent des ouvriers, et aussi enfants.
Le nombre et l'importance des goguettes de Paris et sa banlieue expliquent la grande prospérité du Carnaval de Paris jadis.
Bien que souvent fréquentées par des goguettiers illettrés ou qui ne notent pas leurs chansons par écrit, elles ont laissé des traces dans la littérature. On leur doit notamment la préservation de l'œuvre d'Eugène Pottier, la chanson Fanfan la Tulipe, le P'tit Quinquin et l'hymne officieux normand Ma Normandie.
À partir de 1885, les goguettiers adoptent le bigophone, instrument de musique bruyant dont on joue en chantant dedans tut-tut-tut. D'innombrables fanfares bigophoniques vont naître en Belgique et en France.
En 1900, il y a des milliers de fanfares bigophoniques dans toute la France.
Parmi les plus fameuses sociétés festives et carnavalesques genre goguettes aujourd'hui existantes et très actives en France on trouve les sociétés philanthropiques et carnavalesques de Dunkerque et sa région. Elles fonctionnent sur le modèle des goguettes de Paris et sa banlieue d'avant 1835. En particulier, en plus de l'activité chansonnière, elles pratiquent la philanthropie et comptent presque toutes moins de 20 membres. L'association carnavalesque est une tradition dunkerquoise très ancienne. L'existence à Dunkerque d'une Société des Carnavalos est attestée en 1826.
L'article liste de goguettes recense les noms de 1201 goguettes en France, 18 autres aux États-Unis, 11 en Belgique, 1 en Algérie, 1 en Allemagne, 2 en Angleterre, 1 en Nouvelle-Zélande et 1 en Australie. L'article liste de sociétés bigophoniques recense les noms de 401 goguettes organisées en sociétés bigophoniques dont 4 américaines montées sur bicyclettes.

### L'implication des sociétés festives et carnavalesques parisiennes dans le bal Musard

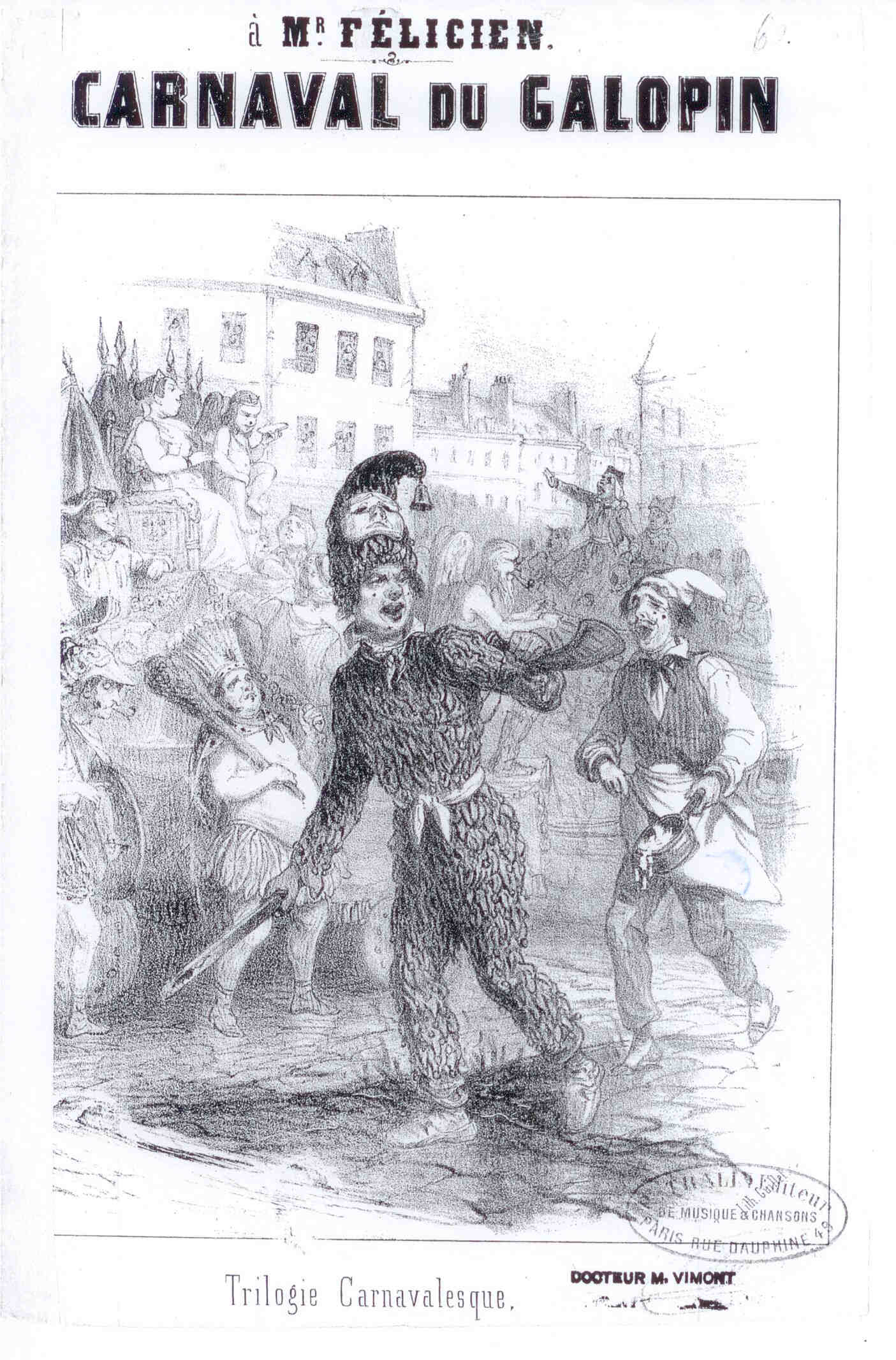
Couverture du Carnaval du Galopin.

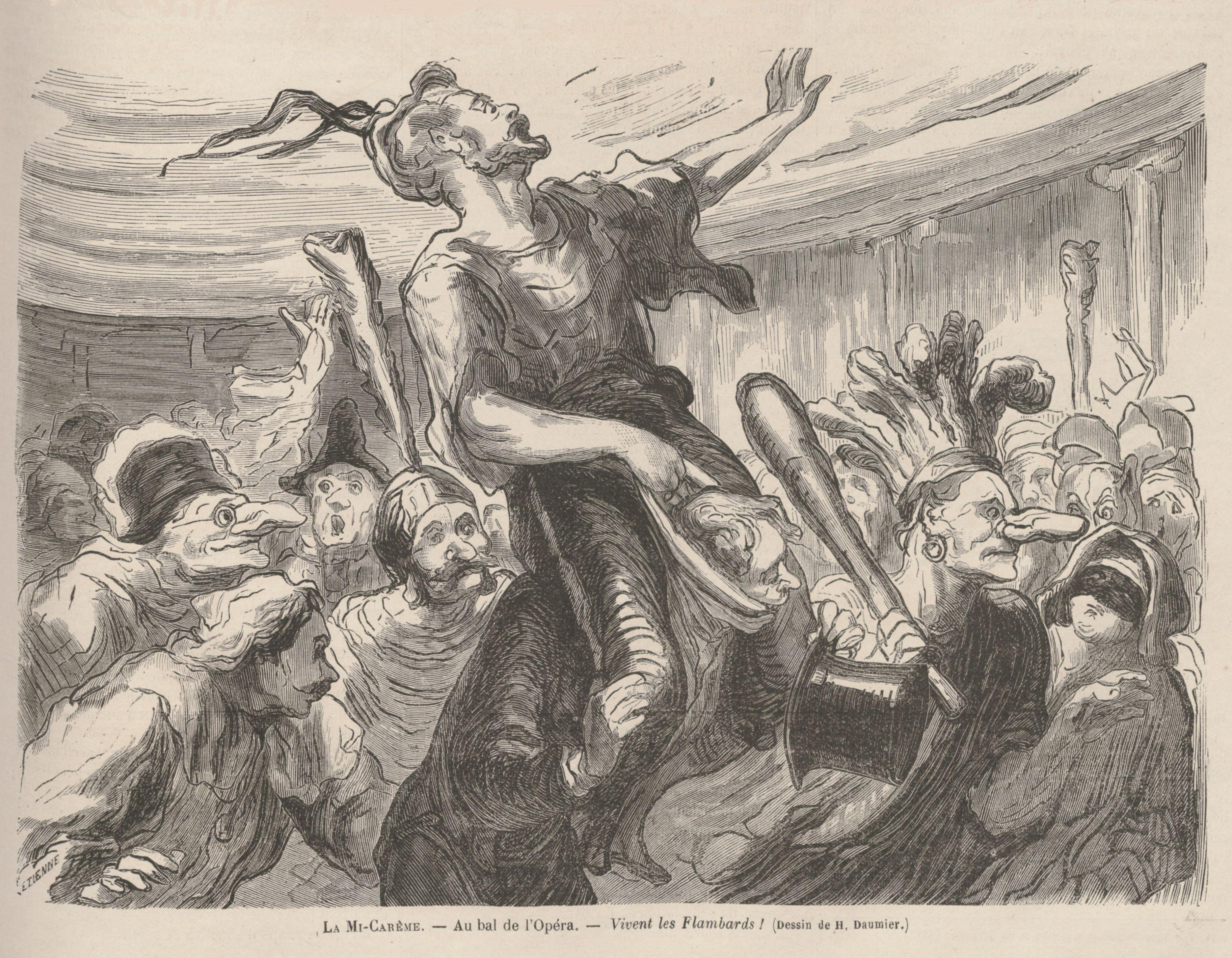
Défilé grotesque de la société des Flambards au bal de l'Opéra donné pour la Mi-Carême 1868, vu par Daumier.

Dans la Trilogie Carnavalesque intitulée Carnaval du Galopin il est écrit à propos du Carnaval de Paris : « Le Boul'vard vois-tu c'est l'asile du carnaval chicocandard je vas te montrer à la file, l'état major d'mosieu Musard, les chicards, balochards, flambarts et badouillards… »
Les bals donnés par Philippe Musard étaient célèbres pour leur ambiance. Les groupes énumérés ici sont des sociétés précises et organisées :
- Les flambarts : cette société, basée à Montmartre, figure dans la liste des sociétés bachiques et chantantes de la banlieue de Paris, en 1830.
- Les badouillards : il s'agit d'une société festive et carnavalesque étudiante parisienne dont l'existence est attestée en février 1833[25].
- Les chicards : ce nom qualifie un type du Carnaval de Paris créé par une célébrité du Carnaval de Paris : Monsieur Levesque, qui se faisait appeler Monsieur Chicard. Monsieur Chicard est le nom d'un quadrille burlesque pour le piano dédié à M. Balochard et composé par Auguste Desblins, compositeur de musique festive de danses de Paris au XIXe siècle et chef d'orchestre des bals du Wauxhall. Le portrait de Monsieur Chicard par Gavarni figure sur la couverture de la partition imprimée.

Cependant une habitude des écrivains et journalistes est d'oublier quand une tenue, un type festif et – ou – carnavalesque, correspondent à une société organisée précise. Ils en parlent comme d'une simple tenue, une mode vestimentaire.
Ainsi il en est des membres de la Faluche, reconnaissables à leur faluche, un béret en velours caractéristique. Quantité de textes et illustrations parlent ou montrent des étudiants faluchés et traitent leur béret comme une curiosité vestimentaire et non un signe distinctif d'appartenance à une communauté organisée précise.
Il peut donc être raisonnablement supposé que les chicards étaient organisés. Ils étaient également parisiens, car leur nom ne figure pas dans la liste des sociétés bachiques et chantantes de la banlieue de Paris en 1830.
- Les balochards figurant dans la liste énumérée dans le Carnaval du Galopin forment une troisième société carnavalesque parisienne[27].

Ces quatre sociétés participant aux bals donnés au moment du Carnaval de Paris devaient ainsi contribuer à l'animation de ceux-ci. Leur qualification d'« état major d'mosieu MUSARD », indique que leur rôle est primordial dans l'animation des célèbres bals masqués organisés par Philippe Musard.

### Les sociétés festives et carnavalesques parisiennes à la Mi-Carême à Paris en 1881

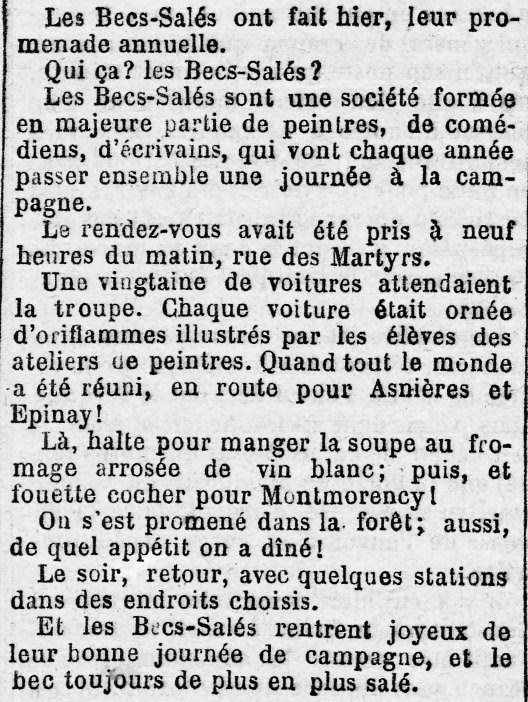
Promenade d'une société festive parisienne, le 16 juin 1882.

La ville de Paris écrit en 1881 :
La Mi-Carême a été joyeuse hier. Tout Paris était sur les boulevards pour voir passer les masques et la circulation était si lente, qu'il fallait un bon quart d'heure pour aller de la rue Drouot au faubourg Montmartre. Les Momusiens, les Rigolos, et les Gueux ont été les héros de la journée.
Les Momusiens, une soixantaine de joyeux compagnons très cossus qui, pour la plupart sont des marchands du marché Beauvau, sont partis du faubourg Saint-Antoine et ont suivi la ligne des grands boulevards après avoir rendu visite aux principaux marchés de Paris. Six d'entre eux précédaient les calèches, à cheval, et sonnant du cor. Leur cavalcade était éblouissante.
Les Gueux, association de marchands, de porteurs, de commis et de négociants des Halles formaient un cortège de 200 personnes. Le roi, cette année, est un bijoutier, M.Munier. Il portait sa couronne avec une tranquillité qui peut lui être enviée par beaucoup de souverains de l'Europe.
La reine – Mme Amedée – est une femme charmante, sauf le respect que nous devons aux reines du jour. Les Gueux sont partis à dix heures de la rue Berger. Ils ont fait aux Halles un déjeuner de Balthazar, puis, dans l'après-midi, ils ont parcouru les boulevards.
Citons encore une autre association : la Renaissance du plaisir, qui est partie du marché des Carmes, et qui a défilé triomphalement dans vingt landaus.
Les bals publics, les brasseries et une foule d'industriels avaient leurs chars dont quelques-uns étaient du meilleur goût. Beaucoup de commerçants profitaient du vent qui soufflait en rafales sous le ciel ensoleillé pour lancer en l'air des prospectus qui s'envolaient et tourbillonnaient au-dessus de la foule comme des nuées d'oiseaux multicolores.
En somme, il y a longtemps que la Mi-Carême n'avait attiré tant de monde sur les boulevards. Il y avait un assez grand nombre de déguisements : des pierrots, des polichinelles, des incroyables, des ours blancs, des femmes déguisées en hommes, des hommes déguisés en femmes, etc., tout cela circulant au milieu de l'ahurissement des cors de chasse et des cornets à bouquin. Les plus malins parmi le public ont pris l'impériale de l'omnibus de la Bastille à la Madeleine, d'où ils ont longuement dominé le spectacle de la foule immense.

### Une sortie de la société festive parisienneLe Drapeauen 1882
Le Rappel écrit, le samedi 16 septembre 1882 :
La rive droite a les « Becs-Salés », les « Gueux », deux sociétés amicales fondées dans l'unique but de se distraire en corps, une fois ou deux par an ; la rive gauche, elle, a le « Drapeau ».
Cette société qui compte déjà deux années d'existence, organise des excursions champêtres dans les environs de Paris. J'ai déjà dit que la quatrième a eu lieu mercredi.
Tous les membres de la société, au nombre de plus de trois cents, ayant à leur tête M. Troubat, leur président, avaient pris place dans vingt-et-un chars traînés par quatre chevaux et précédés de piqueurs.
L'harmonie de l'Entrepôt, qui a remplacé la traditionnelle bannière des orphéons par un tonneau, et la fanfare les Amis de Saint-Hubert, ouvraient la marche. L'itinéraire fixé était Gentilly-Vieulx-Castel, Bagneux-les-Tilleuls, Clamart-les-Clodoches, Saint-Cloud-les-Mirlitons et la Ile de la Grande-Jatte.
À ces diverses stations, des jeux de toutes sortes et des rafraîchissements avaient été préparés. Le soir à huit heures, un grand banquet réunissait tous les sociétaires au casino de la Grande Jatte. Un magnifique feu d'artifice a conclu cette fête dont aucun incident n'est venu troubler l'entrain cordial.
À minuit, la longue file des chars s'est remise en marche et tout le monde est rentré dans Paris en chantant l'hymne au Drapeau, composée par un des leurs, M. Poitvin.

## Sources
- Bibliothèque nationale de France, Département des imprimés, réserve.
- Cabinet des Estampes du Musée Carnavalet, Paris.
- Collections historiques de la préfecture de Police, Paris.

### La première organisation internationale festive et fraternelle du monde
- Fraternité étudiante dès 1776
- Burschenschaft dès 1815, Sociétés étudiantes allemandes (partiellement festives), Studentenverbindung
- Corda Fratres (1898)

### Quelques sociétés anciennes
| - Enfants-sans-Souci - Compagnie des Fous de Clèves - Mère folle - Confrérie des Conards - Régiment de la Calotte | - Sociétés du Caveau - Gymnase lyrique - Le Cornet - Goguette des Animaux - Goguette de l'Enfer - Goguette des Frileux ou Joyeux | - Goguette des Joyeux à Belleville - Goguette de la Lice chansonnière - Badouillards - Société des Cochons - Philobals - Grande Charte des Badouillards |

### L'organisation goguettière et bigophonique
| - Goguette - Bigophone | - Liste de goguettes - Liste de sociétés bigophoniques |

### Sociétés actuelles
- Faluche
- Gille
- Krewe

### Carnavals
- Carnaval de Rio
- Carnaval de Nice
- French Cancan